# 長沢純
長沢 純（ながさわ じゅん、1941年6月17日 - ）は、日本の実業家、元スリーファンキーズのリーダー、テレビ番組の司会者、俳優、タレント。東京府（現東京都）出身。本名は、長澤 毅（ながさわ つよし）。

## 来歴
法政大学第二高等学校を卒業。法政大学法学部在学中に、アイドルコーラスグループ「スリーファンキーズ」を結成。長沢がリーダーとなり、高倉一志（現・藤健次）、高橋元太郎との三人組で、1962年1月に東芝レコードよりアルバム『スリー・ファンキーズ・ヒット・パレード』でレコードデビュー。同年5月に1stシングル『でさのよツイスト』発売。若い女性を中心に人気を集め、男性アイドルグループの元祖的存在となったが、1966年2月に解散。ソロ歌手兼俳優に転向する。
1969年12月、株式会社「長沢企画」（主に企業の販売促進やイベントの企画・運営）を設立。社長業を務めつつ、多くのテレビ番組の司会者として一世を風靡した。
1971年、女優の川口晶（現陶芸家の国重晶）と結婚し、1男を儲けるが、1974年に離婚。
1977年7月に行われた第11回参議院議員通常選挙では無所属で全国区から立候補し、約13万票を得たが落選している。
その後は長沢企画グループの統括、上場企業数社の役員・顧問を兼務し、実業家として様々な社会活動を行っている。1980年代以降は芸能界の表舞台から距離を置いているが、講演やイベントのゲスト出演や、2010年に購入したシニア向け分譲マンションの宣伝担当を請け負うなど、完全に引退したわけではない。
2007年4月、諸星和己主演のドラマ『うさぎがもちつき』（BS-i、インターネットと同時放送）へ出演。35年ぶりの連続テレビドラマ出演となり、詰襟の学生服姿でコミカルな演技を披露した。
2013年7月23日、神戸市灘区で行われた、山口組3代目組長田岡一雄の三十三回忌法要では司会を務めている。

## 人物・交友関係
- 趣味はゴルフ・散歩[2]。
- 司会者と社長業での顔の広さから、芸能界、スポーツ界、政財界に幅広い人脈を持つ。ソビエト連邦初代大統領ミハイル・ゴルバチョフ、第42代アメリカ合衆国大統領ビル・クリントン、石原慎太郎東京都知事、細川佳代子（第79代内閣総理大臣細川護熙夫人）などと親交がある[2]。
- 孫の一輝を長沢企画所属の子役タレントとしてプロデュースしている[6]。

## 主な出演作品
スリーファンキーズとしての出演作は、スリーファンキーズ#主な出演作品を参照。

### バラエティー番組
- ザ・ヒットパレード（1959年 - 1970年、フジテレビ系）
- スターびっくり箱（1969年 - 1970年、よみうりテレビ制作）
- 全日本歌謡選手権（1970年 - 1976年、よみうりテレビ制作、司会）
- パンチヤングFUKUOKA（1970年 - 1972年、KBC）福岡県ローカル、司会
- あなたに挑戦!（1972年 - 1975年、NHK総合）司会
- うそつきクイズ（1979年 - 1980年、日本テレビ）司会
- アップダウンクイズ（1979年、毎日放送）クイズ番組司会者特集

### テレビドラマ
- おじいちゃま!!ハイ!（1963年 - 1964年、日本テレビ）
- 若い河（1965年、NHK総合）
- 風と樹と空と（1965年 - 1966年、日本テレビ）
- 坊ちゃん（1966年、NHK総合）
- 裏口からどうぞ（1966年、日本テレビ）
- 特ダネ記者（1966年 - 1967年、日本テレビ）
- 発車、オーライ!（1967年、関西テレビ）
- いつでも君は（1967年 - 1968年、毎日放送）
- ザ・モンキーズ（1967年 - 1969年、TBS系、関西地区は朝日放送）声の出演
- 意地悪ばあさん 第16話「サービス教えますの巻」（1968年、読売テレビ）
- 三匹の侍 第6シリーズ 第22話「苦い米」（1969年、フジテレビ） - 三次
- なんでも引きうけ候（1969年、毎日放送）
- プロファイター（1969年、日本テレビ）
- 時間ですよ（1970年、TBS系）
- 恋人はLサイズ（1970年、フジテレビ）
- 柳生十兵衛（1970年 - 1971年、フジテレビ）
- うちのおとうさん（1970年 - 1971年、日本テレビ）
- 冠婚葬祭屋（1972年、NETテレビ系）
- 黒帯風雲録 柔（1972年、日本テレビ）
- 紫頭巾（1972年、東京12チャンネル）
- キイハンター （TBS系）
  - 第17話「まだ殺しは終わらない」（1968年）
  - 第247話「食いしん坊ギャング南国道中記」（1972年）
- お嫁さんに決めた!（1973年、フジテレビ）
- 顔で笑って 第11話「結婚ノイローゼ」（1973年、TBS / 大映テレビ） - 増次
- 理由（2004年、WOWOW）
- うさぎがもちつき（2007年、うさぎがもちつき製作委員会、BS-i、GyaO、Yahoo!動画などで放送）
- うさぎたちのもちつき（2008年、BS-i、ネットシネマ.tv）

### ラジオ番組
- 花王歌のヒットショー（TBSラジオ）

### 映画
- 十七才のこの胸に（1964年、東映東京）
- あの雲に歌おう（1965年、東映東京）
- 可愛いあの娘（1965年、東映東京）
- 夜の牝犬（1966年、東映東京）
- われらの友情（1966年、ワールド・プロモーション＝松竹）
- てなもんや東海道（1966年、東宝＝宝塚映画＝渡辺プロ）
- あゝ予科練（1968年、東映東京）
- 謝国権「愛」より （秘）性と生活（1969年、東映東京）
- 喜劇 駅前桟橋（1969年、東京映画）
- 不良番長 どぶ鼠作戦（1969年、東映東京）
- 不良番長 王手飛車（1970年、東映東京）
- 座頭市 あばれ火祭り（1970年、勝プロ、大映京都）
- 喧嘩屋一代 どでかい奴（1970年、大映京都）
- 三婆（1974年、東宝）
- デコトラの鷲 其の五　火の国熊本親子特急便（2008年、エム・エフボックス）

### CM
- アイワールド
- 三共電器・ペトロアヒーター

## ディスコグラフィ
歌手としてはスリーファンキーズとしての活動が主だが、同グループ解散後もソロ歌手としてステージに立っている。